# Valkyrien Allstars

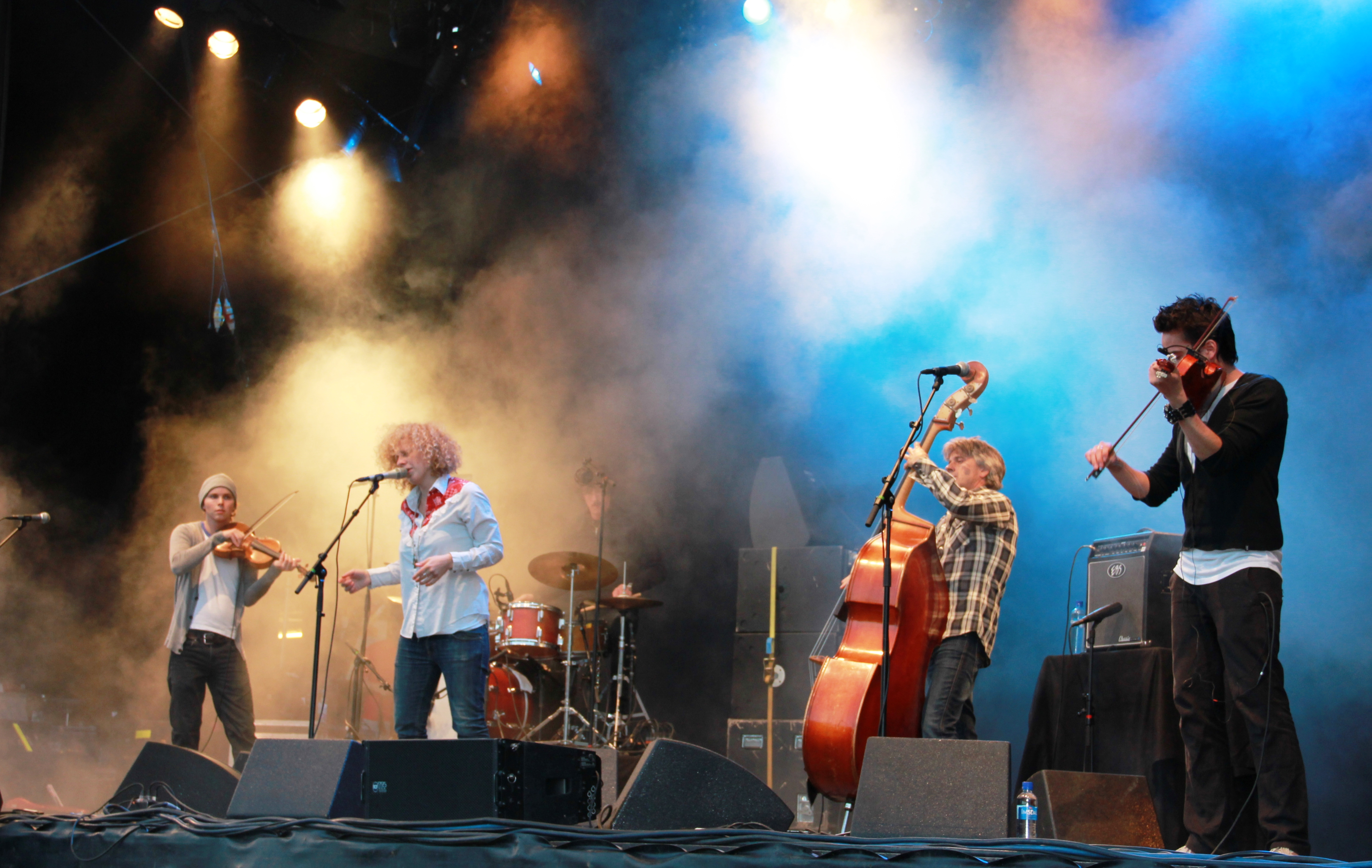
Valkyrien Allstars, 2010

Die Valkyrien Allstars sind eine 2002 gegründete norwegische Musikgruppe. Die Band benannte sich nach dem Valkyrien Restaurant in Oslo.

## Bandgeschichte
Das Trio besteht aus Tuva Livsdatter Syvertsen, Ola Hilmen und Erik Sollid. Sie treten gewöhnlich zusammen mit Magnus Larsen am Bass und Martin Langlie als Schlagzeuger auf. 
Im Herbst 2006 bekamen die Valkyrien Allstars den Grappas debutantpris und daraufhin einen Plattenvertrag. Das Debütalbum der Band erschien am 1. Oktober 2007 bei dem Plattenlabel Heilo. Für dieses Album erhielten die Valkyrien Allstars eine Nominierung für den Spellemannprisen (norwegischer Musikpreis) in der Kategorie Bester Newcomer des Jahres. Am 31. August 2009 erschien ihr zweites Album To måner (Zwei Monde) bei demselben Label.  
Die Band tritt auch außerhalb ihres Heimatlandes Norwegen auf. Ihr erstes Livekonzert in Deutschland gab die Band am 6. Mai 2010 im Rahmen des 19. Nordischen Klangs in Greifswald.

## Stil
Kennzeichnend für die Band ist die Nutzung von drei Hardangerfiedeln (norweg. Hardingfele). Die Musik gehört zum Bereich Folk/Pop. Ihre musikalischen Ursprünge haben die Valkyrien Allstars in der norwegischen Volksmusik. Durch die Mischung von unterschiedlichen Stilen haben sie ihren eigenen Sound geschaffen. Besonders inspirieren lassen sie sich durch Blues, Jazz, Reggae und Rock.
Den Gesang nimmt überwiegend Frontfrau Tuva Livsdatter Syvertsen. Die Texte stammen zum Teil von bekannten Autoren z. B. von William Shakespeare (Sommernachtstraum - Sommernattsdrøm vom Album To måner), aber sie mischen diese mit ihrem eigenen Stil und schaffen so etwas Neues. 
Inspirationsquelle war der norwegische Musiker und Plattenproduzent Hallvard Kvåle, der ebenfalls die Hardangerfiedel verwendete.

## Bandmitglieder
- Tuva Livsdatter Syvertsen (geboren am 16. Juli 1983 in Oslo)
- Ola Hilmen (geboren am 3. August 1984)
- Erik Sollid

## Diskografie
- Valkyrien Allstars (2007)
- To måner (2009)
- Ingen hverdag (2011)
- Norge, mitt Norge …? (2012)
- Farvel slekt og venner (2014)
- Prøv å si noe til meg nå (2016)
- Slutte og Byne (2020)

## Preise
Spellemannprisen
- 2007: Nominierung in der Kategorie „Newcomer des Jahres“
- 2014: Nominierung in der Kategorie „Volksmusik/Traditionsmusik“ für Farvel slekt og venner
- 2020: „Viser“ für slutte og byne

weitere Preise
- 2006: Grappas debutantpris
- 2008: Årets Folkemusikkartist Folkelarm in Oslo